# 陶舒铁路
陶舒铁路自吉林省扶余市境内的京哈铁路陶赖昭站引出，向东连接位于舒兰市的拉滨铁路舒兰站，全长117公里，为单线非电气化铁路，由沈阳铁路局长春车务段陶舒铁路有限责任公司管辖运营，是吉林省“五纵三横”铁路网规划中的松原-陶赖昭-榆树-舒兰-敦化北部运输通道的一部分。
目前线路上开行两对客车。

## 历史
陶舒铁路的前身为陶榆铁路，从陶赖昭站至榆树站，全长56公里，建于1943年，是榆树市农产品外运的铁路支线。1943-1945年间由满洲国陶榆铁路株式会社运营。1949年后，属于哈尔滨铁路局陶榆支线经营管理中心。自2003年10月23日18时起划归沈阳铁路局长春车务段管辖。

### 修建历史
在二战后期，日本为掠夺东北榆树地区的农产品，于1941年春，筹划修筑由陶赖昭至榆树县（现榆树市）团山子（现榆树市东南兴隆山）的铁路（即陶榆铁路），并成立陶榆铁路株式会社。在工商业户和百姓中，摊派铁路股票500万元。

1941年8月完成勘测设计任务，开始施工。土、石方工程全部由县“勤劳奉仕队”承担，施工一段，通车一段。1942年12月20日，陶赖昭站至五棵树站段线路筑成开通;
1943年3月，五棵树至榆树段竣工。同年7月5日，榆树至团山子段修通;
至此，全长76公里的陶榆铁路全线通车，正式营运。这条线路由陶赖昭站始，中间设十里庙、五棵树、刘家店、闵家屯、榆树、夏宝屯6个车站，到团山子（采石场）止。

### 废线和恢复
1946年5月，因解放战争的战略需要，将铁路大部路段拆除。盖因此时中长路沿线已被国民党军占据，榆陶线失去其作用。
1950年，为发展经济，缓解公路运输紧张，县委、县政府提议，经县人民代表大会通过，决定修复陶榆铁路。全县人民购买陶榆铁路公债800亿元（东北币）。在省政府和铁路局的支持下,1月开工，10月陶赖昭至榆树段修复，12月5日正式营运。每日从陶赖昭站至榆树站往返一对客货混合列车。1951-1970年的20年间，对整个线路路基进行改造，换装国产重型钢轨，铺设碎石道床和油浸枕木。在五棵树、榆树站各建一水塔，榆树到团山子区间自此废弃。
1958年取消客货混合列车。增开长春至榆树客车一对(411/412次)。1982年，又增开三棵树至榆树客车一对(582/583次)。到1988年底，全线行车采用半自动闭塞方式，Ⅲ级铁路，货运列车4对。牵引定数上行1700吨，下行850吨，牵引动力是建设型蒸汽机车。旅客列车2对，牵引定数均为700吨。牵引动力，长春-榆树线为胜利型蒸汽机车，三棵树-榆树线为东方红Ⅲ型内燃机车。货物运出以粮食为大宗。年通过能力为400万吨左右。

## 线路延伸
陶榆铁路系尽头线，满足不了粮食的运输需要，以前榆树市以公路运输为主，粮食等产品运输受到制约，而且运输成本较大。延伸到舒兰后本线路成为榆树市东西走向的铁路运输通道，为加速本地区的资源开发和产业调整，促进其经济和社会的发展起到了积极作用。
2007年铁道部和吉林省共同出资建设榆树至舒兰铁路，工程总投资7.6亿元，全长61公里。2008年3月16日开工建设，2009年12月31日全线正式开通运营，2011年1月11日正式开通客运。 